# Stictoptera signifera
Stictoptera signifera là một loài bướm đêm trong họ Noctuidae.